# Jakob Poulsen
Jakob Poulsen (Varde, 7 de julio de 1983) es un exfutbolista y entrenador danés. Jugaba de centrocampista y desde junio de 2025 dirige al Aarhus GF.

## Selección nacional
Fue internacional con la selección de fútbol de Dinamarca en 35 ocasiones y marcó 2 goles. Debutó el 11 de febrero de 2009, en un encuentro amistoso ante la selección de Grecia que finalizó con marcador de 1-1.

### Participaciones en Copas del Mundo
| Mundial                        | Sede      | Resultado    |
| ------------------------------ | --------- | ------------ |
| Copa Mundial de Fútbol de 2010 | Sudáfrica | Primera fase |

### Participaciones en Eurocopas
| Eurocopa                | Sede              | Resultado    |
| ----------------------- | ----------------- | ------------ |
| Eurocopa Sub-21 de 2006 | Portugal          | Primera fase |
| Eurocopa 2012           | Polonia y Ucrania | Primera fase |

## Clubes

### Como jugador
| Club                    | País         | Año       |
| ----------------------- | ------------ | --------- |
| Esbjerg fB              | Dinamarca    | 2002-2006 |
| S. C. Heerenveen        | Países Bajos | 2006-2008 |
| Aarhus GF               | Dinamarca    | 2008-2010 |
| F. C. Midtjylland       | Dinamarca    | 2010-2012 |
| A. S. Monaco            | Francia      | 2012-2014 |
| F. C. Midtjylland       | Dinamarca    | 2014-2019 |
| Melbourne Victory F. C. | Australia    | 2019-2020 |

### Como entrenador
| Club      | País      | Año       |
| --------- | --------- | --------- |
| Viborg FF | Dinamarca | 2023-2025 |
| Aarhus GF | Dinamarca | 2025-     |

## Palmarés

### Campeonatos nacionales
| Título                 | Club              | País      | Año     |
| ---------------------- | ----------------- | --------- | ------- |
| Ligue 2                | A. S. Monaco      | Francia   | 2012-13 |
| Superliga de Dinamarca | F. C. Midtjylland | Dinamarca | 2014-15 |
| Superliga de Dinamarca | F. C. Midtjylland | Dinamarca | 2017-18 |
| Copa de Dinamarca      | F. C. Midtjylland | Dinamarca | 2018-19 |